# Tiffany Géroudet
Tiffany Géroudet (Sion, 3 de setembre de 1986) és una esportista suïssa que competeix en esgrima, especialista en la modalitat d'espasa.
Va guanyar dues medalles en el Campionat d'Europa d'esgrima, or en 2011 i bronze en 2009. És actualment n°9 a la classificació de la Federació Internacional d'Esgrima.

## Palmarès internacional
| Campionat d'Europa | Campionat d'Europa      | Campionat d'Europa | Campionat d'Europa |
| Any                | Lloc                    | Medalla            | Prova              |
| ------------------ | ----------------------- | ------------------ | ------------------ |
| 2009               | Plòvdiv ( Bulgària)     | 3                  | Espasa per equips  |
| 2011               | Sheffield ( Regne Unit) | 1                  | Espasa individual  |